# LTE
LTE (Long-Term Evolution) este un standard pentru comunicațiile wireless de mare viteză pentru telefoanele mobile și terminalele de date, bazate pe tehnologiile GSM/EDGE și UMTS/HSPA. Crește capacitatea și viteza folosind o interfață radio diferită, împreună cu îmbunătățirile rețelei de bază. Standardul este dezvoltat de 3GPP (3rd Generation Partnership Project) și este specificat în seria de documente Release 8, cu îmbunătățiri minore descrise în Versiunea 9. LTE este calea de upgrade pentru operatorii de rețele GSM / UMTS și rețelele CDMA2000. Diferitele frecvențe și benzile LTE utilizate în diferite țări înseamnă că numai telefoanele cu mai multe benzi pot utiliza LTE în toate țările în care este acceptată.
LTE este frecvent comercializat ca 4G LTE, dar nu îndeplinește criteriile tehnice ale unui serviciu wireless 4G, așa cum este specificat în seria de documente 3GPP Release 8 și 9, pentru LTE Advanced. Cerințele au fost inițial stabilite de către organizația ITU-R în specificația IMT Advanced. Cu toate acestea, din cauza presiunilor de marketing și a progreselor semnificative pe care WiMAX, accesul la pachete de acces de mare viteză și LTE aduce la tehnologiile originale 3G, ITU a decis mai târziu că LTE împreună cu tehnologiile menționate mai sus pot fi numite tehnologii 4G. Standardul LTE Advanced îndeplinește în mod formal cerințele ITU-R pentru a fi considerat IMT-Advanced. Pentru a diferenția LTE Advanced și WiMAX-Advanced de tehnologiile actuale 4G, ITU le-a definit ca fiind „adevăratul 4G”.